# Ichneumon microferiens
Ichneumon microferiens là một loài tò vò trong họ Ichneumonidae.